# Grézieu-la-Varenne
Grézieu-la-Varenne este o comună în departamentul Rhône din sud-estul Franței. În 2009 avea o populație de 4.949 de locuitori.

## Evoluția populației
| An        | 1975  | 1982  | 1990  | 1999  | 2006  | 2009  |
| --------- | ----- | ----- | ----- | ----- | ----- | ----- |
| Populație | 2.323 | 2.855 | 3.256 | 4.133 | 4.673 | 4.949 |